# Экстремальный принцип
Экстрема́льный при́нцип в физике — общее название для ряда фундаментальных постулатов, на которых строятся отдельные разделы современной физики. В общих словах, экстремальный принцип можно сформулировать следующим образом:
Система ведёт себя таким образом, чтобы некоторая величина принимала минимальное (реже: максимальное) возможное значение.
- Экстремальный принцип в классической механике носит названия принципа наименьшего действия. Он предписывает телу двигаться таким образом, чтобы величина действия оказалась минимальной (при заданных начальных и конечных условиях). В квантовой механике показывается, что принцип наименьшего действия есть математическое следствие того факта, что эволюцию системы можно записать в виде функционального интеграла.
- Аналогично звучат экстремальные принципы в классической электродинамике и общей теории относительности, с той лишь поправкой, что теперь к действию частиц во внешних полях добавляется действие, описывающее изменение самих полей. В квантовой электродинамике и в квантовой гравитации эти принципы также следуют из соответствующих функциональных интегралов.
- В геометрической оптике роль экстремального принципа играет принцип Ферма, который гласит, что луч света движется из начальной точки в конечную по такой траектории, которая минимизирует затраченное время. Принцип Ферма выводится из принципа Гюйгенса-Френеля, который, по сути дела, тоже есть словесное описание функционального интеграла в волновой оптике.
- Термодинамика может быть также построена на основании экстремального принципа. Роль величины, для которой ищется экстремум (в данном случае — максимум) играет энтропия. Требование максимальности энтропии обосновывается в  статистической физике.